# 池田市立神田小学校
池田市立神田小学校（いけだしりつ こうだしょうがっこう）は、大阪府池田市神田2丁目にある公立小学校。

## 沿革
- 1978年（昭和53年）4月1日 - 池田市立呉服小学校から分離して開校。

## 通学区域
- 神田1丁目～4丁目、ダイハツ町[1]

※卒業後は基本的に池田市立北豊島中学校に進学する。